# Burgberg im Allgäu
Burgberg im Allgäu település Németországban, azon belül Bajorországban. Lakosainak száma 3219 fő (2023. december 31.). Burgberg im Allgäu Blaichach, Immenstadt im Allgäu, Sonthofen, Wertach és Rettenberg községekkel határos.

## Népesség
A település népessége az elmúlt években az alábbi módon változott:
| Lakosok száma | 893  | 1741 | 2240 | 2608 | 3158 | 3205 | 3240 | 3266 | 3282 | 3219 |
|               | 1875 | 1950 | 1975 | 1987 | 2012 | 2014 | 2016 | 2017 | 2021 | 2023 |